# Museo de Arquitectura Popular y Costumbres de Ucrania
El Museo de Arquitectura Popular y Costumbres de Ucrania (en ucraniano: Національний музей народної архітектури та побуту України) es un museo al aire libre ubicado en el raión de Jolosiv de Kiev, Ucrania. Como museo al aire libre y de folclore, es uno de los más grandes del mundo. 

## Ubicación
El museo está al suroeste de Kiev, en un lugar conocido como Pirógiv. 

## Historia
El museo se encuentra en Pirógiv, conocido como posesión del monasterio de las Cuevas de Kiev en 1627, pero habitado desde la Edad del Bronce. 
El museo fue fundado en 1969 por decreto gubernamental como Museo Estatal de Arquitectura y Costumbres Populares de la República Soviética de Ucrania por sugerencia de Petró Tronkó, presidente de la Sociedad Ucraniana para la Protección de Monumentos. En 1971 se incorporó a la empresa. En 1972 se asignó al museo la antigua iglesia luterana alemana en Kiev, St. Katharinen, para albergar la administración y como depósito, que anteriormente había sido utilizada por el Ministerio de Cultura como almacén de combustible y lubricantes (en estado bastante deteriorado). Su uso como edificio de museo permitió realizar trabajos de mantenimiento que salvaron el edificio. 
En los primeros tiempos se llevaron a cabo cientos de expediciones folclóricas: se recogieron pruebas materiales de la forma de vida, la producción y la cultura de la vida rural prerrevolucionaria. Estos incluyeron, por ejemplo, también iconos e instrumentos musicales populares. La atención del museo al período prerrevolucionario pronto fue criticada porque las referencias a los logros posrevolucionarios del comunismo desempeñaban allí un papel muy poco importante, por ejemplo en el pleno del Comité Central del Partido Comunista de Ucrania el 16 de mayo de 1974. Se produjeron “purgas” en la dirección del museo, pero se permitió que continuaran las obras.
Debido a la creciente colección, desde finales de los años 1980 no había suficiente espacio en el edificio del depósito, la antigua iglesia alemana. Allí se almacenaron alrededor de 40.000 unidades registradas. Pero hubo que esperar hasta 1998 para que se creara y reubicara un sustituto.

## Colecciones

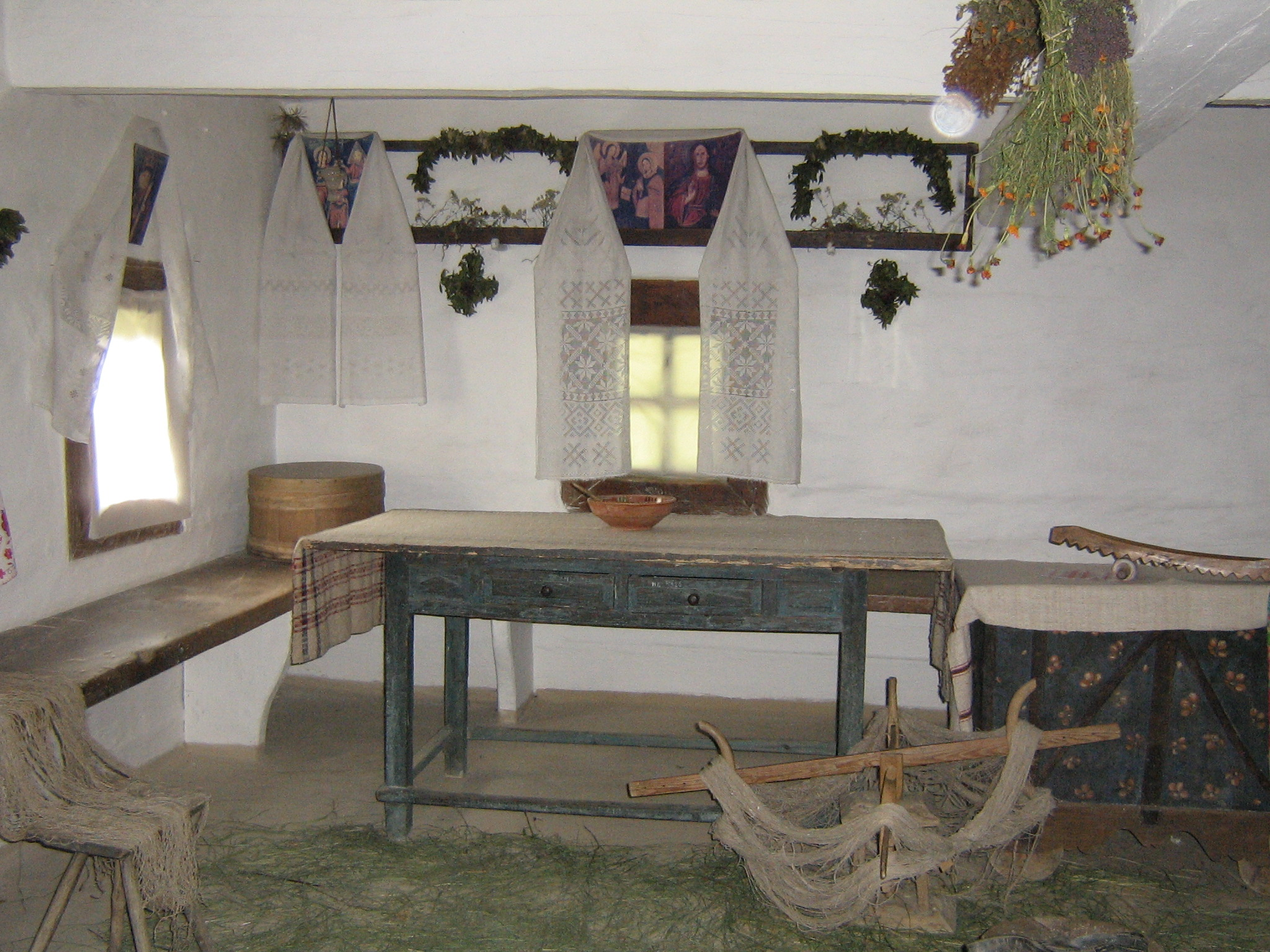
Interior de una de las casas

El museo cuenta ahora con una colección de más de 75.000 objetos inventariados y una superficie al aire libre de más de 100 hectáreas diseñadas para parecerse a un parque paisajístico inglés. El resto de la infraestructura, los depósitos y la administración del museo se encuentran en el edificio 19 del monasterio de las Cuevas de Kiev.
Alrededor de 150 edificios de los siglos siglo XVI al XX de 25 regiones de Ucrania se agruparon en seis grupos etnográficos y geográficos en el sitio al aire libre: Cárpatos, Pivdenna Ucrania (sur de Ucrania), Poltava-Slobodá, Naddniprianshchina (Ucrania del Dniéper), Polesia y Podolia. Los edificios fueron trasladados de sus ubicaciones originales al área exterior del museo. Estos grupos se muestran en su paisaje característico y sus alrededores con graneros, colmenares, pozos, molinos de viento y otros objetos de la vida rural. Los primeros grupos se abrieron el 17 de julio de 1976 y los otros dos le siguieron. El objeto más antiguo es una granja de troncos de Polesia del año 1587. 
En las tres iglesias de madera se celebran ocasionalmente oficios y bodas y se puede acceder a algunos de los edificios. Están decoradas según el mobiliario histórico, con electrodomésticos, cerámica, muebles, carpintería y textiles, especialmente bordados. Una herrería y un taller de alfarería permiten conocer este oficio. Los campos y jardines alrededor de las fincas son cuidados y administrados por las mujeres que trabajan allí como supervisoras (a menudo visten el traje tradicional típico de la región en la que trabajan).
En el extenso terreno hay numerosas actividades de ocio, un sencillo restaurante de cocina ucraniana, otras opciones gastronómicas y la posibilidad de hacer un pícnic en una de las praderas. Se ofrecen paseos en carruajes y se pueden alquilar caballos y bicicletas. Durante todo el año se llevan a cabo festivales y eventos folclóricos, donde se demuestran costumbres tradicionales y se pueden escuchar canciones tradicionales.

## Galería

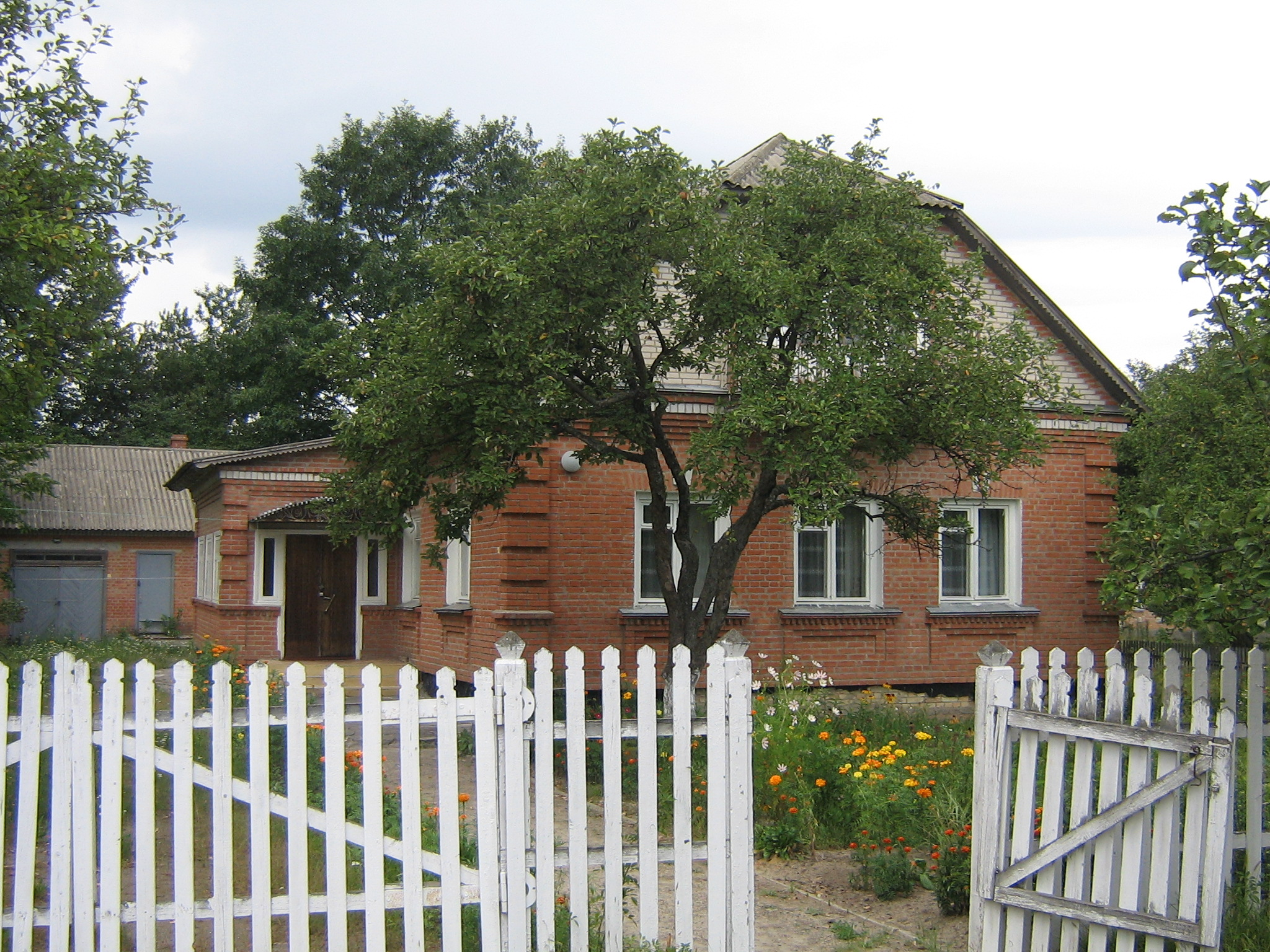
Casa de Kajanlik (óblast de Poltava)
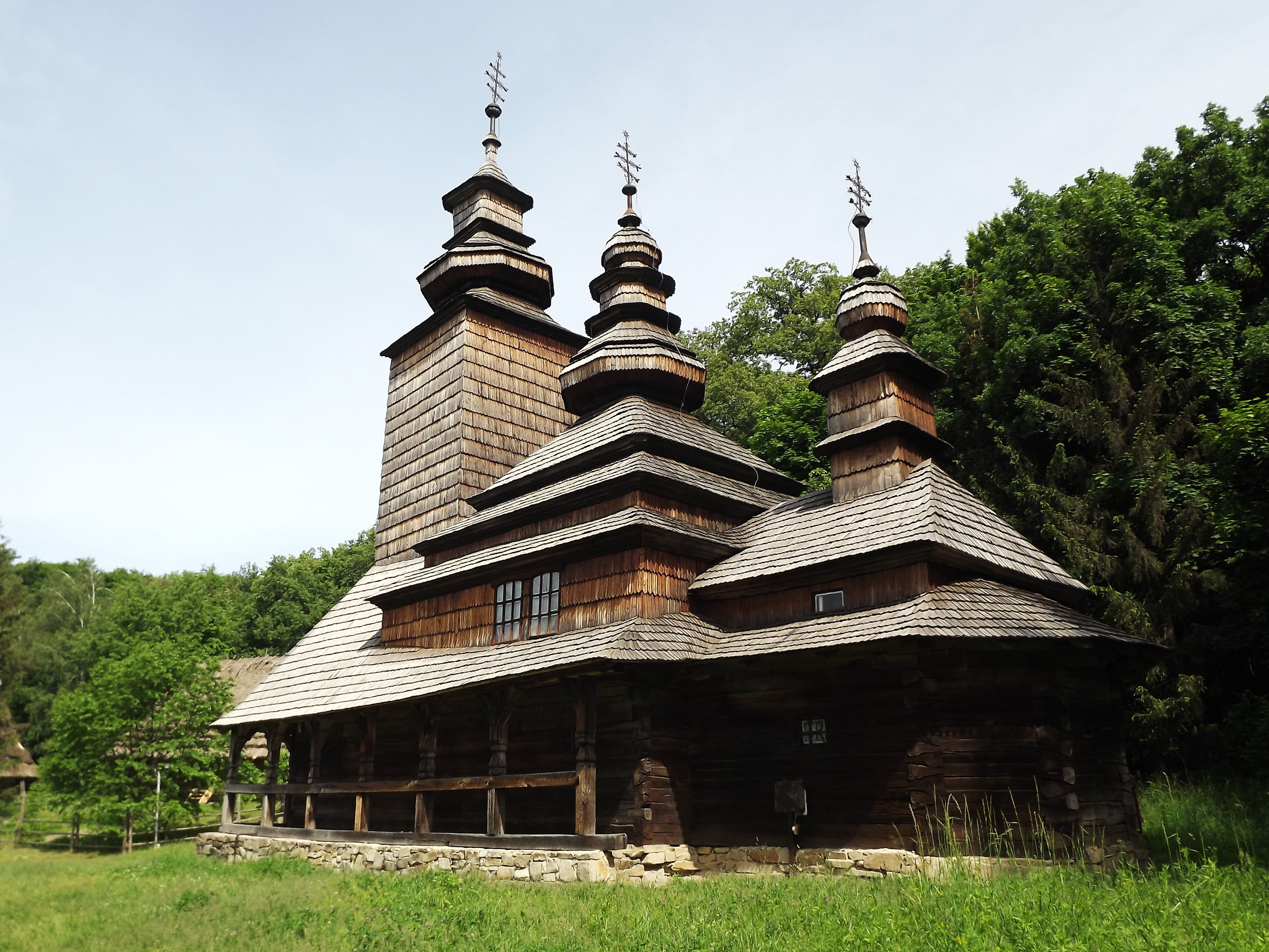
Iglesia de Kanora (óblast de Transcarpacia)
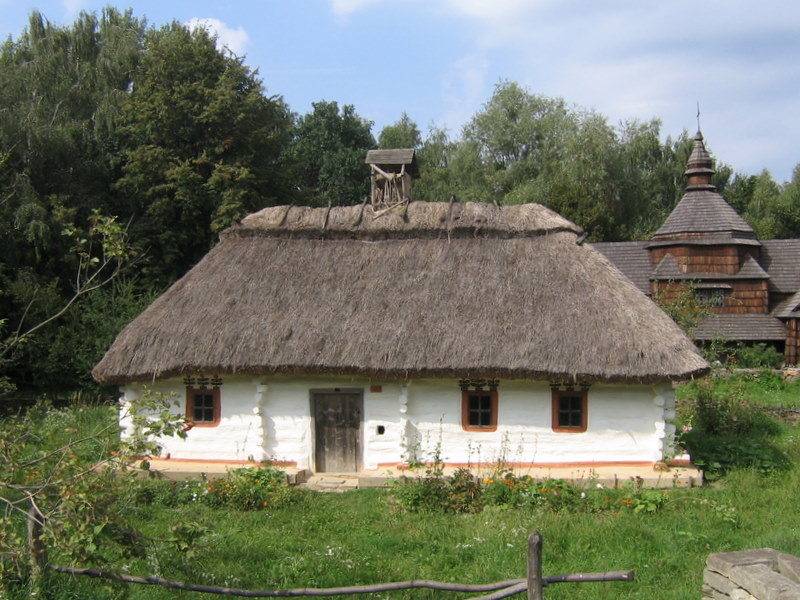
Mazanka de Lugi (óblast de Vínnitsia)
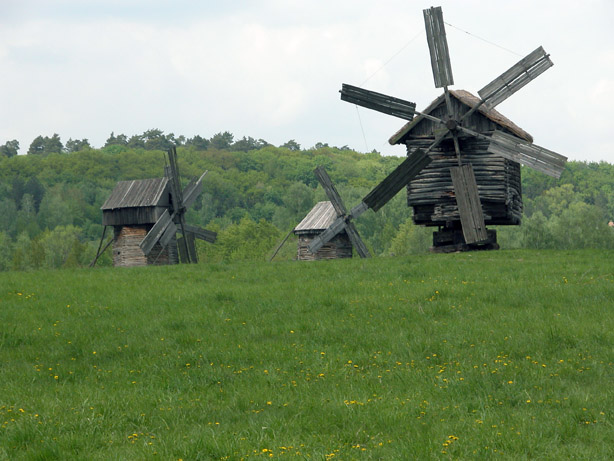
Molinos de viento
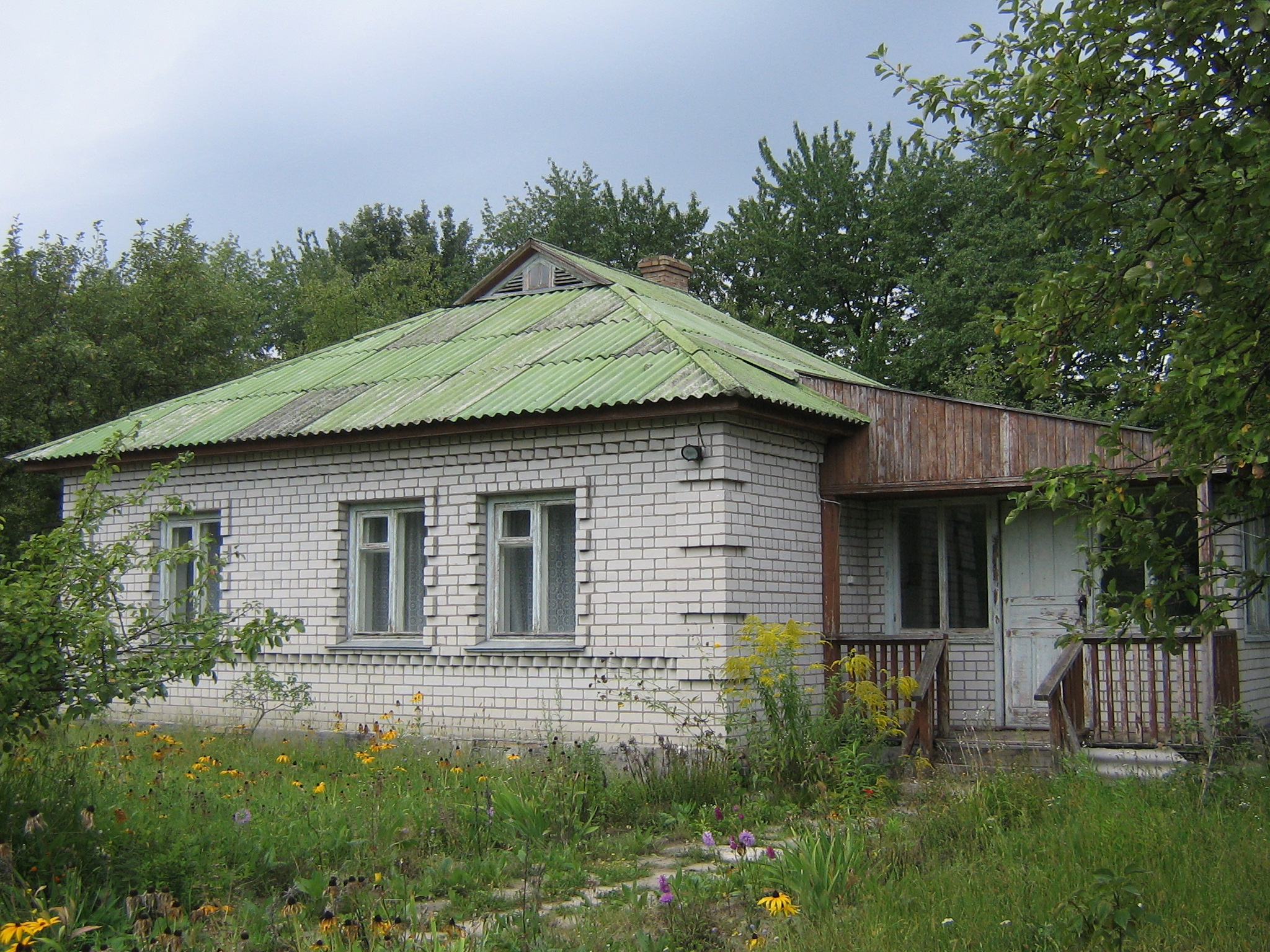
Casa de Krimske (óblast de Lugansk)